# Hein Verbrugge

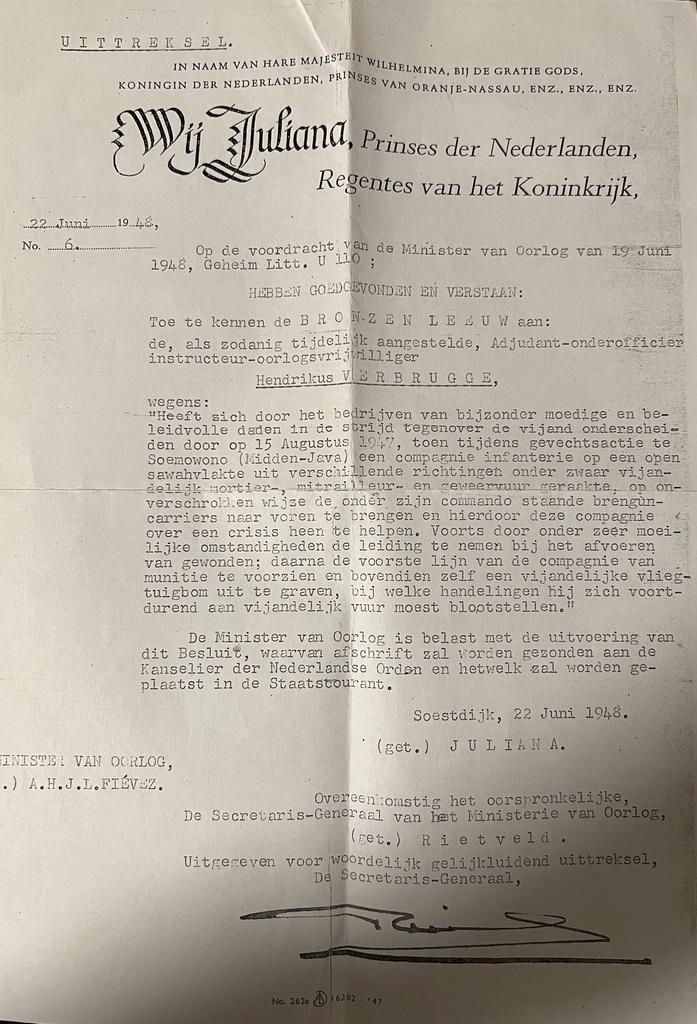
Een uittreksel van de akte die Hendrikus' ontvangst van de Bronzen Leeuw onderbouwd

Hendrikus ''Hein'' Verbrugge (Woensdrecht, 2 november 1918 – Heerlen, 14 september 2004) was een Nederlands militair en pelotons commandant van het 1ste bataljon binnen het Regiment Stoottroepen Prins Bernhard. Hij is een ontvanger van de Bronzen Leeuw.
Hein ontving de Bronzen Leeuw door zijn acties op 15 augustus 1947 toen hij tijdens een gevechtsactie op Somowono (Midden-Java) een Infanterie Compagnie die onder zwaar vuur lag binnen een sawahvlakte onder zijn commando te nemen. Hierbij gedroeg hij zich op ''onverschrokken wijze'' en hielp hij de compagnie met hun gewonden af te voeren, hierna voorzag hij hen van Munitie en groef hij een gelande Vliegtuigbom zelf uit, allemaal terwijl hij onder zwaar vuur stond. Zijn Bronzen Leeuw werd op 22 juni 1948 bij Paleis Soestdijk toegedient door toen tijdige prinses Juliana der Nederlanden onder gezag van de Minister van Defensie Alexander Fiévez.